# 席勒广场 (斯图加特)

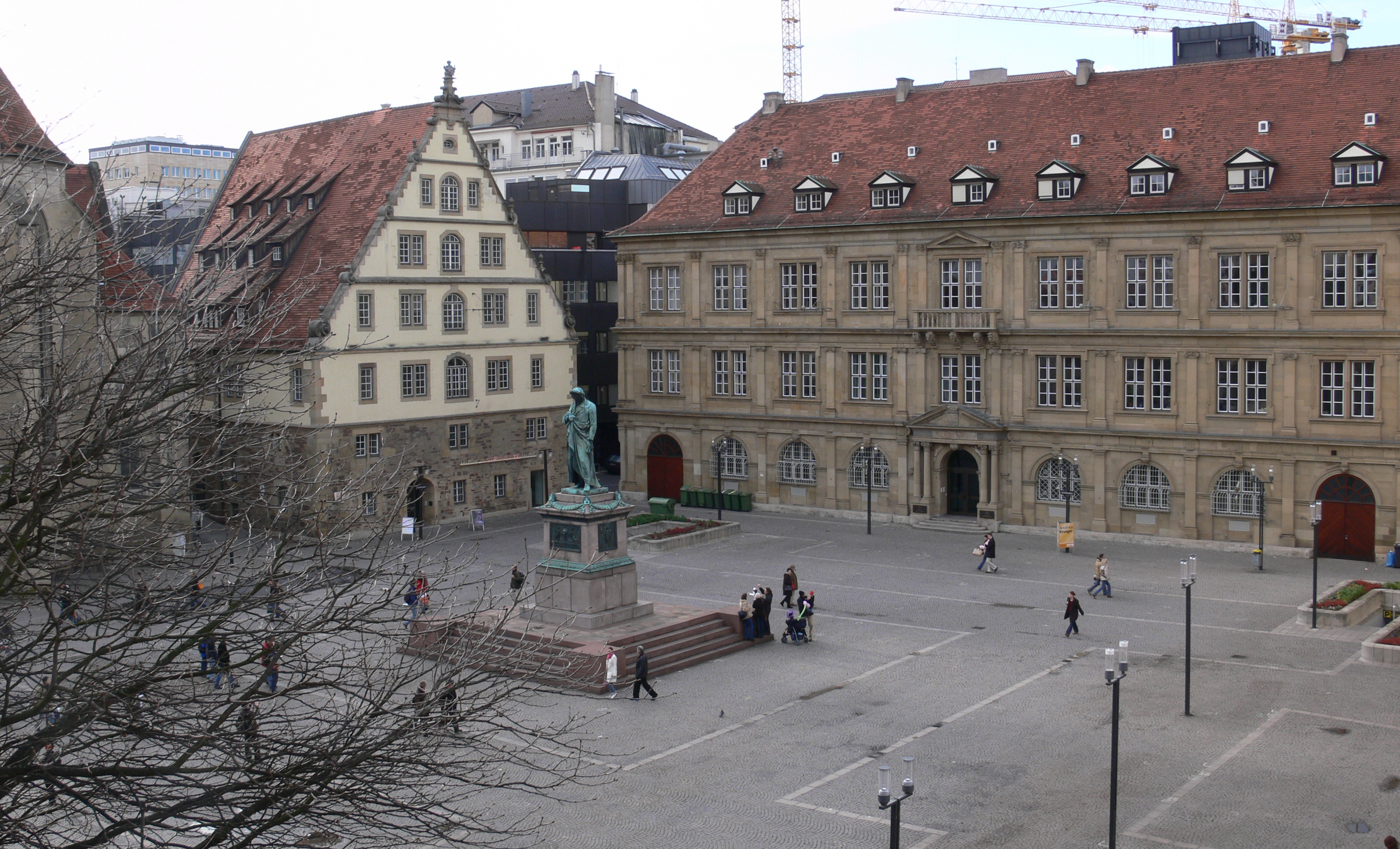
席勒广场

席勒广场（Schillerplatz）是德国斯图加特旧城中心的一个广场，得名于德国诗人，哲学家，历史学家和剧作家弗里德里希·席勒。席勒广场位于宫殿广场（Schlossplatz）的西南方。 

## 周边建筑
从西南角开始，席勒广场周边分别是協同教會（Stiftskirche）、Fruchtkasten、王子府（Prinzenbau，今巴登-符腾堡司法部）、老首相府（Alte Kanzlei）和老宫殿（Altes Schloss）。
席勒广场每周举行两次集市，还有一年一度的圣诞市场。席勒广场的鹅卵石下面是一个地下停车场，建于1972-73年。
席勒广场一角的晚期哥特式Fruchtkasten building 现在是符腾堡州博物馆，收藏乐器。

## 席勒雕像
鹅卵石铺就的广场中央是作家席勒雕像，1839年由丹麦雕塑家巴特尔·托瓦尔森所立。托瓦尔森的雕像是德国第一个席勒雕像。

## 历史

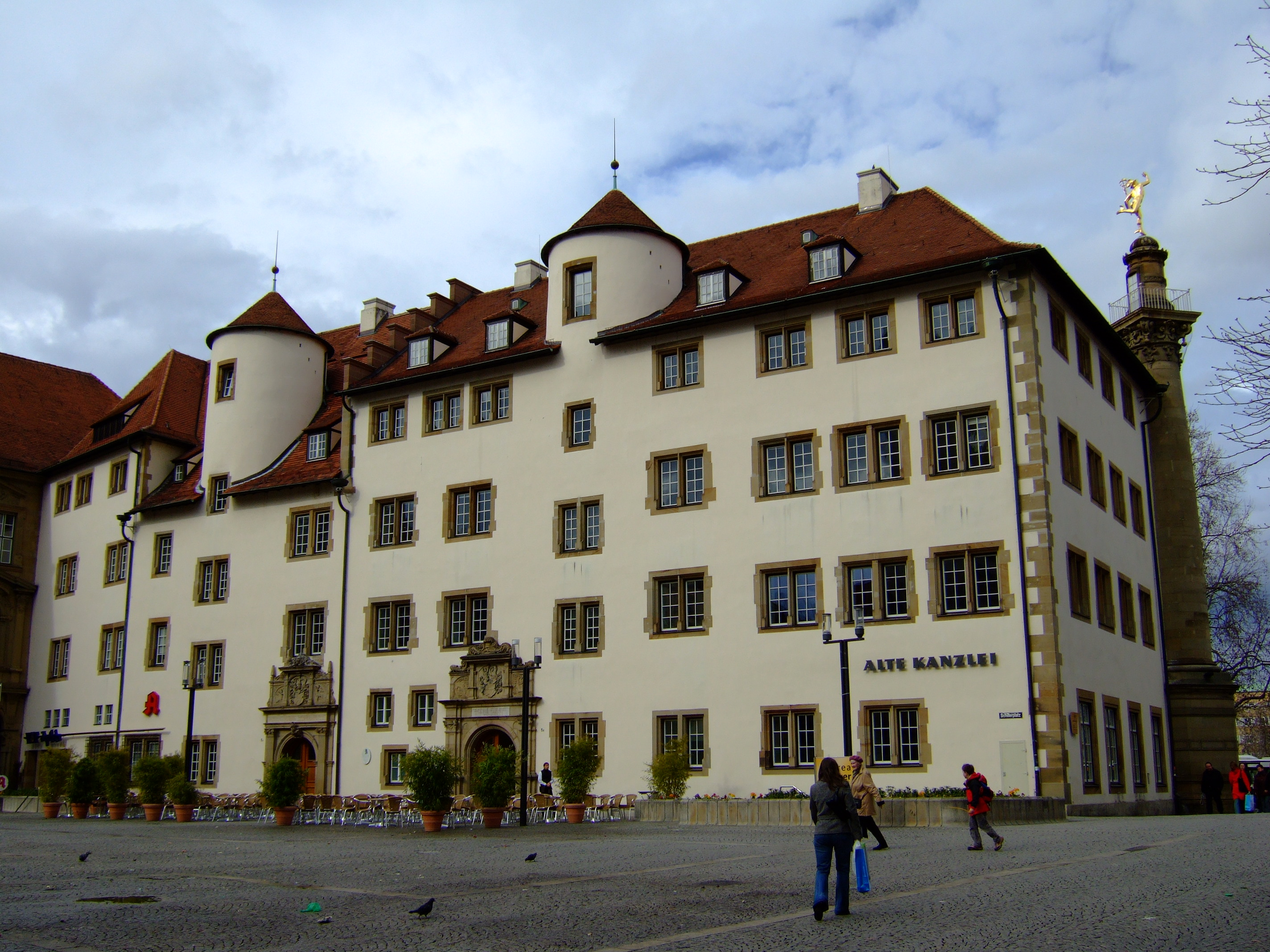
老首相府

斯图加特第一座著名的砖砌建筑（Stuthaus）毗邻協同教會。因此，应该说，在1000年前，这个广场最初是一个养马场。12世纪后，广场上只有简单的房子，后来建起了Fruchtkasten等石头房子。14世纪中叶，老宫殿的Dürnitzbau翼完成（席勒广场旁）。老首相府建于1542年，在老宫殿的Arkadenflügel翼建成前不久。老宫殿和首相府之间的区域成为一条护城河。。
1594年，符腾堡公爵弗里德里希一世委托建筑师海因里希·席克哈特将广场改建为一个文艺复兴广场，购买并拆除居民的房屋，新的广场铺上鹅卵石，称为宫殿和首相府广场。此后广场的尺寸没有改变。

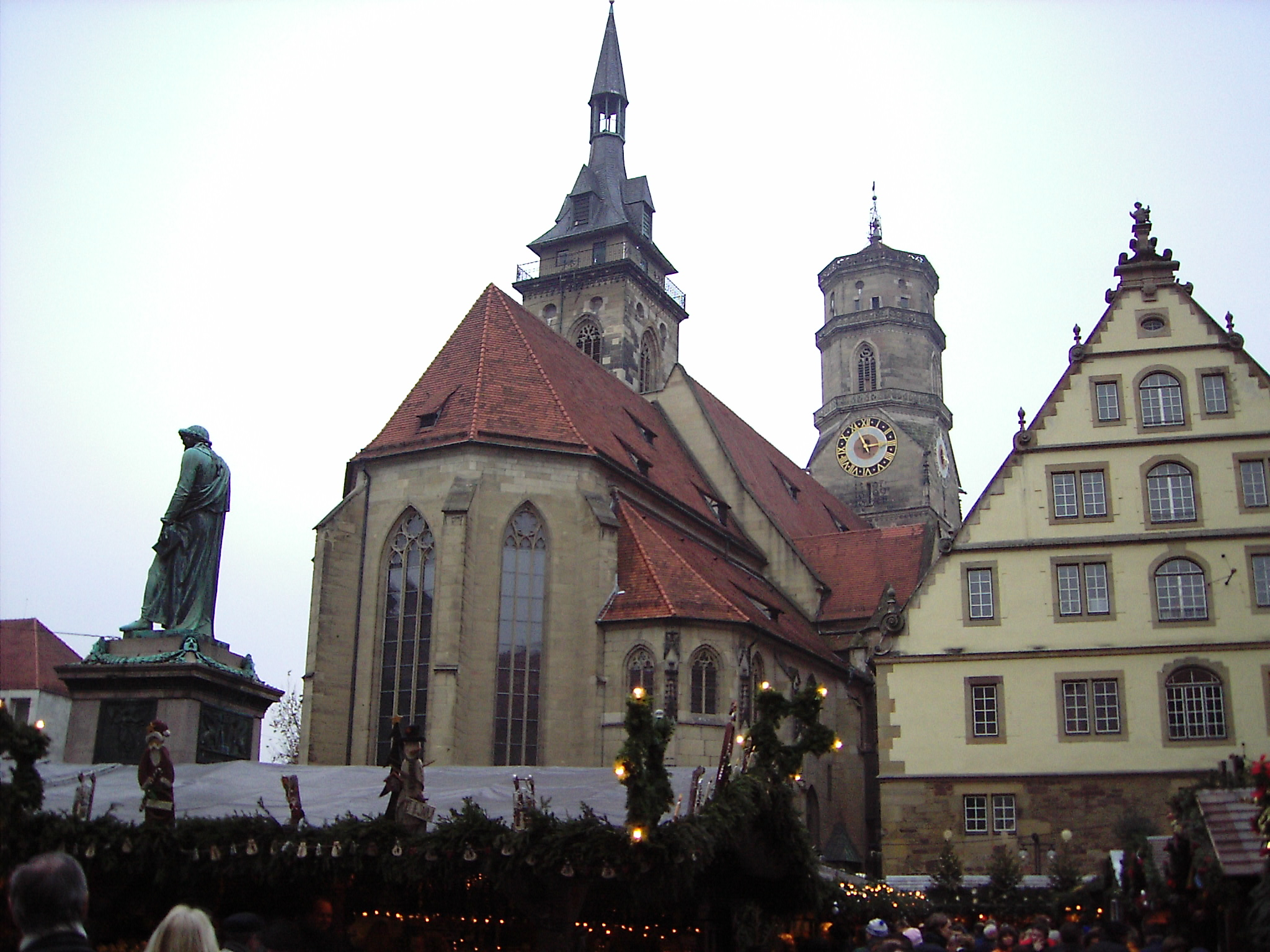
協同教會

1607年，Gesandtenhaus（使馆）开工建造，现在称为王子府，在1677年完成。1711年，王子府延伸到  老首相府后面，在席勒广场的北端有一个拱门。在对面，广场南侧的老宫殿和協同教會之间，在1712年开设斯图加特第一间咖啡馆。1798年代之以英国国王酒店（König von Englandinn）。不久后，围绕老宫殿的护城河被填，广场形成今天的模样。。
1934年，这个广场正式更名为席勒广场，以纪念巴登-符腾堡最著名的作家和知识分子。
第二次世界大战期间，席勒广场周边建筑全部被烧毁，战后按原样复建，除了英国国王酒店例外。 

## 图片

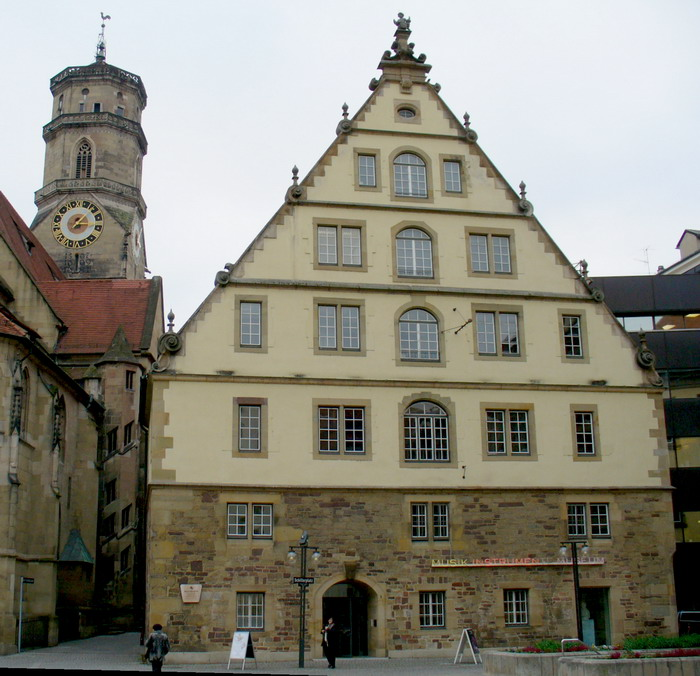
Fruchtkasten
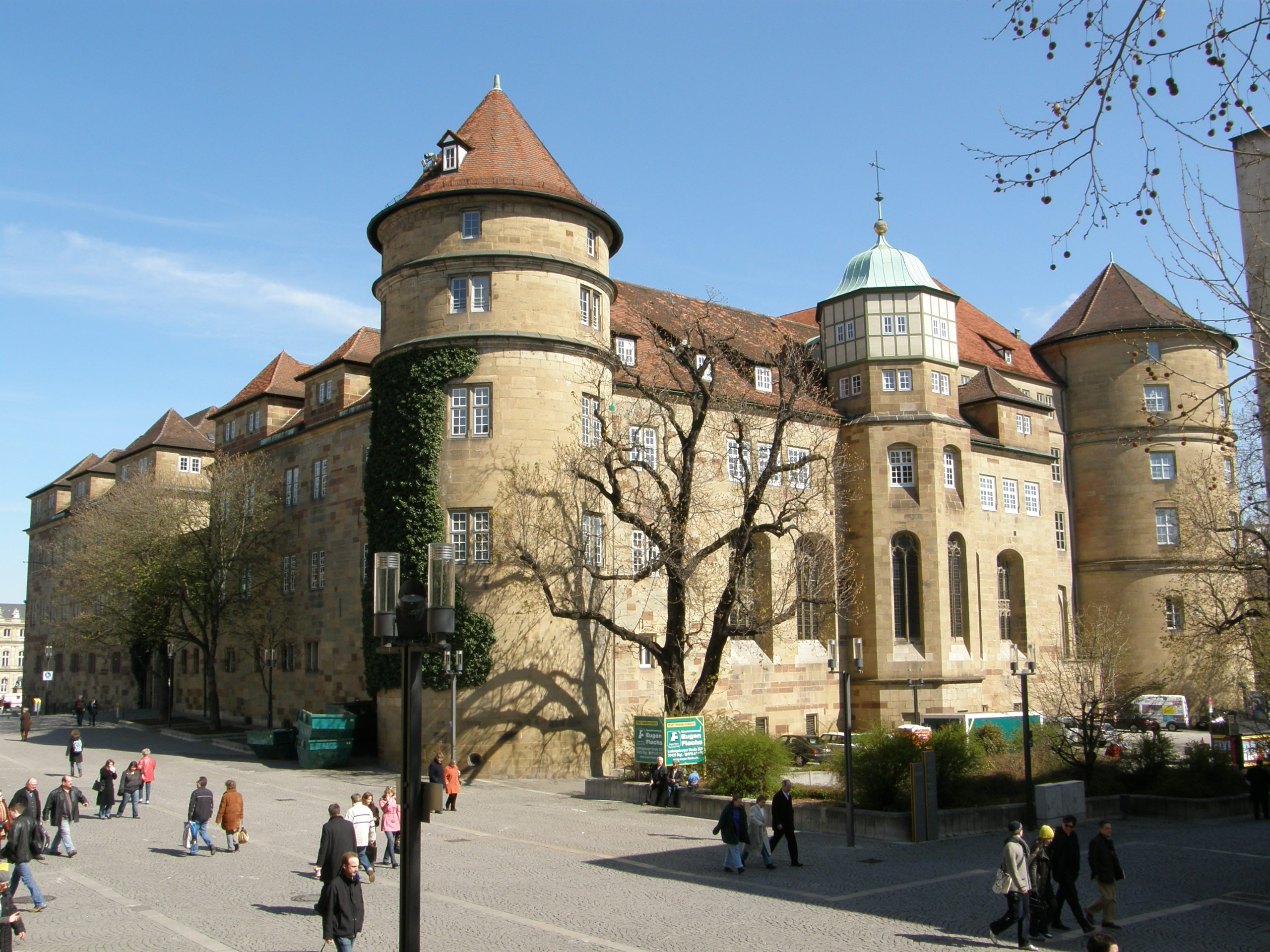
老宫殿
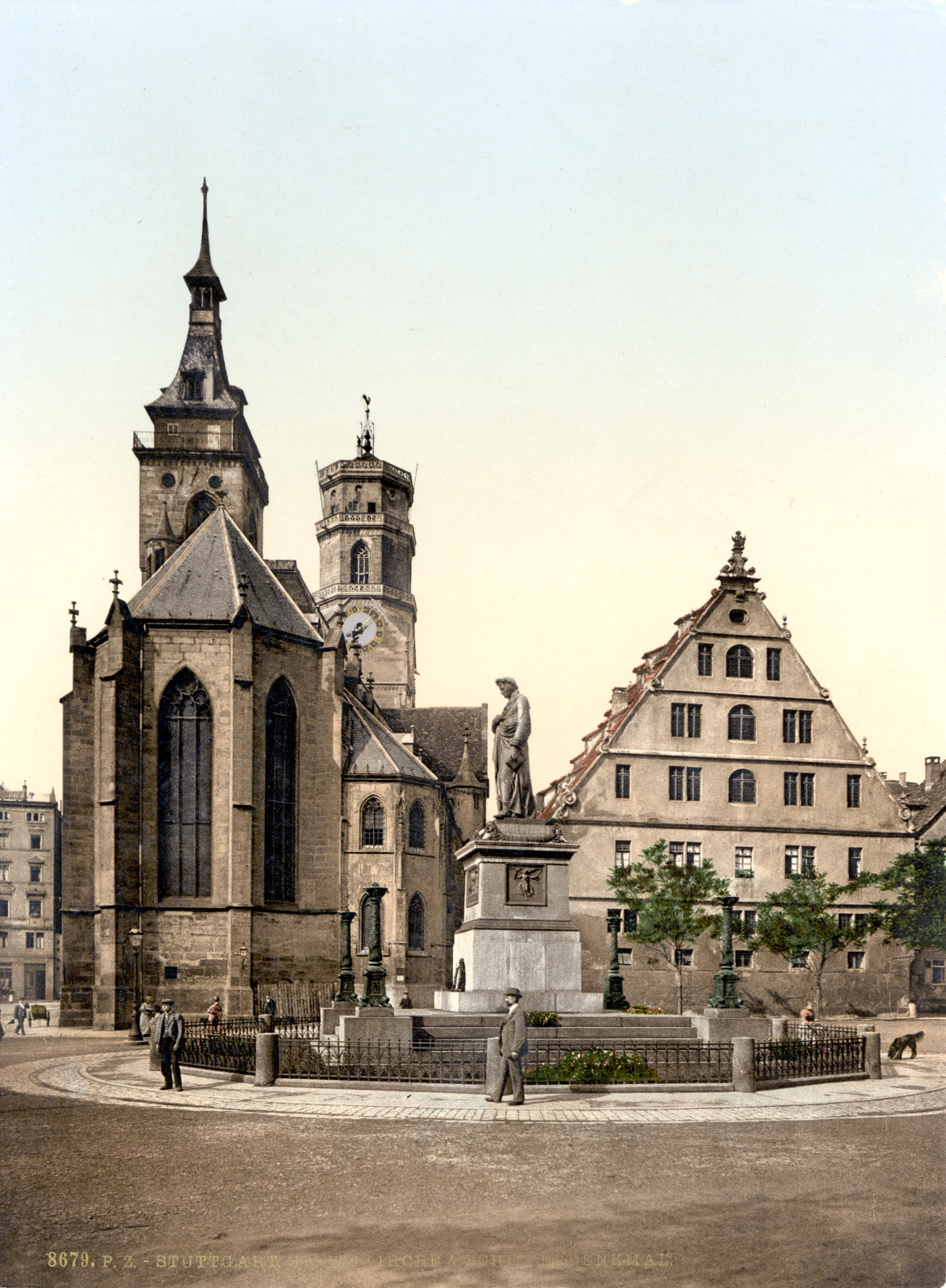
1900年
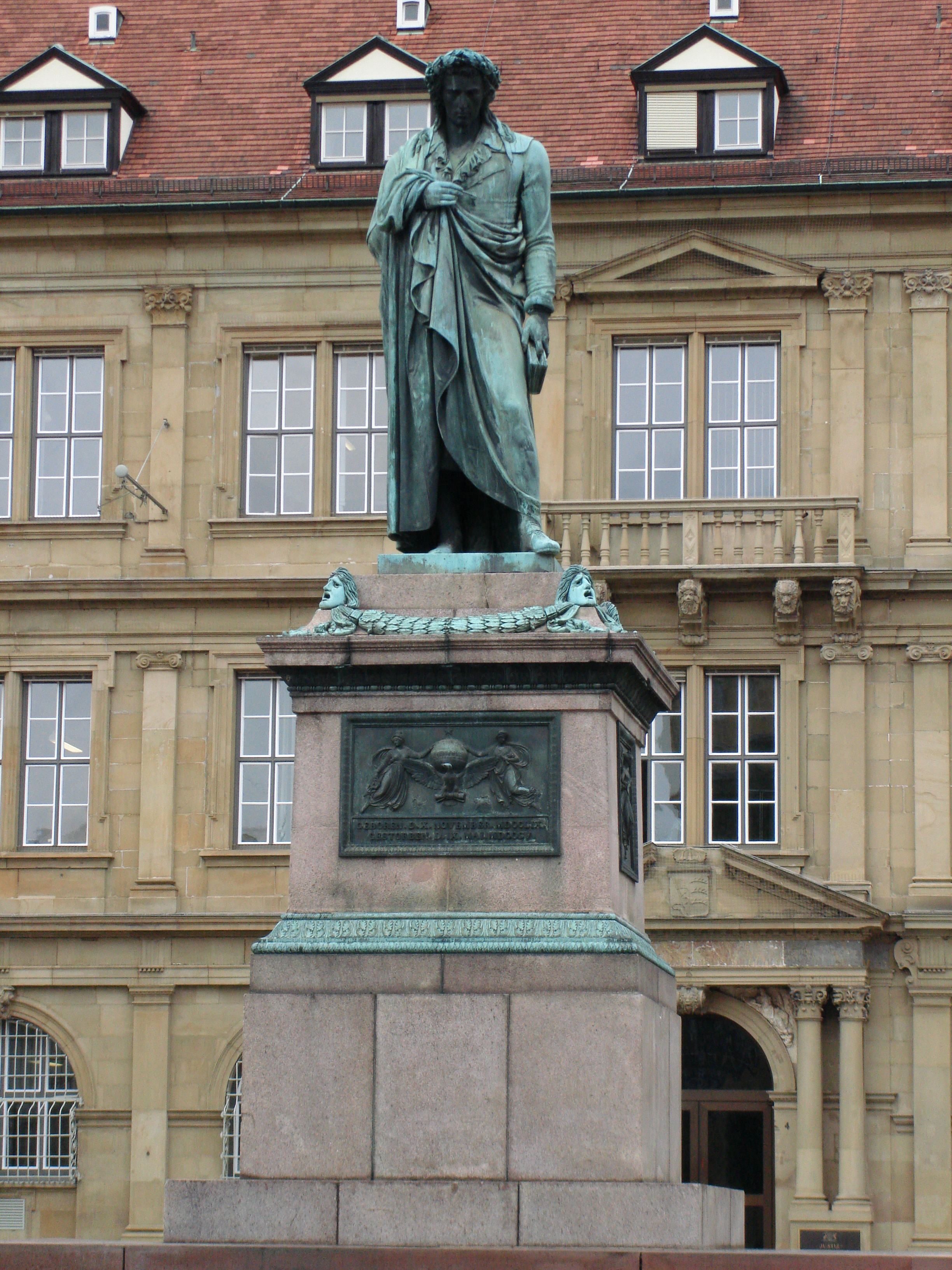
席勒雕像
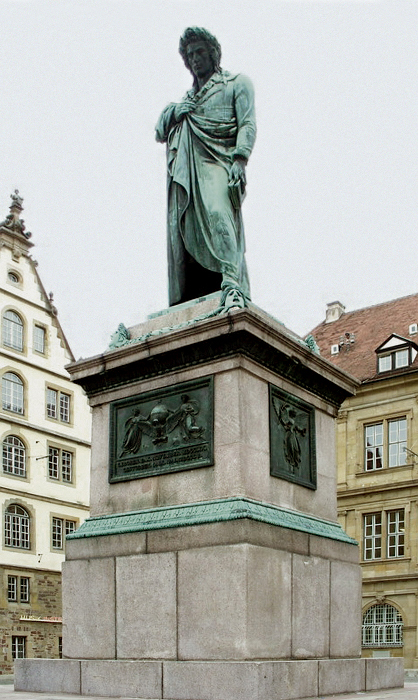
席勒雕像